# Franz Nopcsa von Felső-Szilvás
El Barón Ferenc Nopcsa de Felső-Szilvás, también conocido como Baron von Nopcsa Felsö-Szilvás, Baron Nopcsa, Ferenc Nopcsa, Nopcsa Ferenc, Barón Franz Nopcsa, y Franz Barón Nopcsa (3 de mayo de 1877 - 25 de abril de 1933) fue un aristócrata, aventurero, erudito, y paleontólogo húngaro.  Es comúnmente considerado uno de los fundadores de la Paleobiología y de los estudios albaneses.

## Vida
Nopcsa perteneció a una larga línea de aristócratas húngaros; nació en 1877 en Transilvania, en ese momento parte del Imperio Austro-Húngaro. En 1895, la hermana menor de Nopcsa, Ilona, descubre restos óseos de dinosaurios en la finca de la familia en Szentpéterfalva en Săcele (Szacsal), Transilvania. Esto motivó a Nopcsa a inscribirse en la Universidad de Viena para estudiar la fosilización de huesos. Sus estudios progresaron velozmente, de modo tal que a los 22 años comenzó a impartir lecciones él mismo.
Además de los reptiles del Mesozoico, entre los intereses de Nopcsa se cuenta la independencia de Albania, por entonces una mera provincia de la comunidad turco-balcánica de Imperio Otomano. Fue uno de los pocos extranjeros que se aventuró en las zonas montañosas del norte de Albania, y también aprendió los dialectos y costumbres albanesas. 
Con el tiempo, consiguió afianzar relaciones con los líderes de la resistencia nacionalista albanesa contra la turcos que dominaban la región. Nopcsa pronunció discursos apasionados y participó en el contrabando de armas. En 1912, los Estados de los Balcanes unieron sus fuerzas para expulsar a los turcos. La operación fue un éxito, pero pronto los nuevos estados libres se vieron envueltos en una serie de conflictos internos. Aun así, Albania consiguió superar estos conflictos y convertirse en un estado independiente. En la conferencia internacional dispuesta para aclarar la situación política de Albania, Nopcsa fue uno de los aspirante al trono.
Más tarde, durante la Primera Guerra Mundial, Nopcsa sirvió como espía de Austria-Hungría, y también dirigió un grupo de soldados voluntarios. Tras la derrota de Austria-Hungría  en la guerra, Transilvania fue cedida a Rumania, y las tierras y posesiones del Barón de Felső-Szilvás fueron confiscadas. Obligado a encontrar un empleo remunerado, consiguió un trabajo como el jefe del Instituto Geológico de Hungría.
Pero la estancia de Nopcsa en el Instituto Geológico fue corta. Pronto se trasladó a Viena con su amante, Bayazid Doda, para continuar su estudio de los fósiles. Sin embargo, se encontró con dificultades financieras y, para cubrir sus deudas, se ve obligado a vender su colección de fósiles al Museo de Historia Natural de Londres. Con el tiempo cayó en una profunda depresión, y en 1933, tras matar de un disparo a su amante, Nopcsa se suicida.
Nopcsa dejó una cantidad considerable de publicaciones científicas y diarios privados. Los diarios dejan entrever el carácter de un hombre complejo e intuitivo, pero incapaz de comprender los motivos de los demás. Su dedicación a la causa albanesa contrasta con una insensibilidad que roza la sociopatía. En sus diarios que escribió acerca de su indiferencia por convertirse en rey de Albania:
" Una vez en el trono de un reino europeo, no tendría dificultad para encontrar toda la financiación adicional necesaria al casarme con una rica heredera estadounidense con aspiranciones a la realeza, una medida que en otras circunstancias habría sido reacio a tomar".